# Howard Caine
Howard Caine (* 2. Januar 1926 als Howard Cohen in Nashville, Tennessee; † 28. Dezember 1993 in North Hollywood, Kalifornien) war ein US-amerikanischer Schauspieler.
Bekannt wurde er durch seine Rolle als Gestapo-Major Wolfgang Hochstetter in der Kriegsgefangenenserie Ein Käfig voller Helden. Außerdem spielte er in Urteil von Nürnberg die Figur des Hugo Wallner, Ehemann von Judy Garlands Charakter im Film.

## Filmografie (Auswahl)
- 1958: The Californians (Fernsehserie, neun Folgen)
- 1959/1961: Peter Gunn (Fernsehserie, zwei Folgen)
- 1960: Rauchende Colts (Gunsmoke; Fernsehserie, eine Folge)
- 1960: Von der Terrasse (From the Terrace)
- 1960: Zahl oder stirb (Pay or Die!)
- 1961: Urteil von Nürnberg (Judgment at Nuremberg)
- 1961: Kein Fall für FBI (The Detectives; Fernsehserie, eine Folge)
- 1962: Die Geiseln müssen sterben (Brushfire)
- 1963: Preston & Preston (The Defenders; Fernsehserie, eine Folge)
- 1965/1967: Mini-Max (Get Smart; Fernsehserie, zwei Folgen)
- 1966: Alvarez Kelly
- 1966–1971: Ein Käfig voller Helden (Hogan’s Heroes; Fernsehserie, 39 Folgen)
- 1972: 1776 – Rebellion und Liebe (1776)
- 1976: Helter Skelter – Die Nacht der langen Messer (Helter Skelter; Fernsehfilm)
- 1980: Marilyn Monroe – Eine wahre Geschichte (Marilyn: The Untold Story; Fernsehfilm)
- 1982: Kalte Wut (Forced Vengeance)
- 1985: Trio mit vier Fäusten (Riptide; Fernsehserie, eine Folge)
- 1988: Feuersturm und Asche (War and Rememberance; Fernseh-Miniserie, zwei Folgen)